# Georges Bidault
Georges Bidault (Moulins, 1899. október 5. – Cambo-les-Bains, 1983. január 26.) francia politikus, újságíró, ellenálló, 1946. június 24. és december 16. között ideiglenes kormányfő, és de facto Franciaország elnöke.

## Pályafutása
Két éves volt, amikor édesanyja meghalt. A családi hagyomány szerint halála előtt azt kérte, hogy Georges az otthonukhoz közeli jezsuita iskolában tanuljon. Nem tudhatták előre, hogy a kongregációk iskoláit be fogják zárni. Az apa megtartotta ígéretét, és az olaszországi Ivrea közelében működő jezsuita iskolába íratta be fiát, aki hét évig tanult az intézményben.
1916-ban a Sorbonne-on kezdte meg történelmi tanulmányait. 1917/18 telén mozgósították az évfolyamukat, és még tartott kiképzés, amikor aláírták a compiègne-i fegyverszünetet. Néhány héttel később Saint-Maixent-l’École-ba, a gyalogsági tisztképző iskolába vezényelték, ahol történelmet tanított 1921-ig. Káplári rangban leszerelték, de rövidesen újra behívták, és részt vett a Ruhr-vidék elfoglalásában.
Ezt követően folytatta tanulmányait a Sorbonne-on. 1924-ben a Francia Fiatalok Katolikus Szervezetének elnökhelyettesévé választották. 1925-ben történelem szaktanári vizsgát tett, és tanított Valenciennes-ben, Reimsben végül Párizsban, ahol tanítványa volt Jean d’Ormesson is. 1934-ben vált ismertté neve, amikor a l’Aube katolikus napilapban jelentek meg külpolitikai vezércikkei.
A második világháború idején, 1940 februárjában önkéntesként őrmesteri rangban vonult be a hadseregbe. Június 8-án fogságba esett Soissons mellett. A németországi fogolytáborból szabadon engedték, mert az első világháború veteránja volt.
Lyonban lett középiskolai tanár, és rögtön csatlakozott az ellenálláshoz. A Jean Moulin által a déli zónában alapított Combat ellenálló csoport vezetői közé tartozott. Ő volt az összekötő a Combat és Charles de Gaulle között.

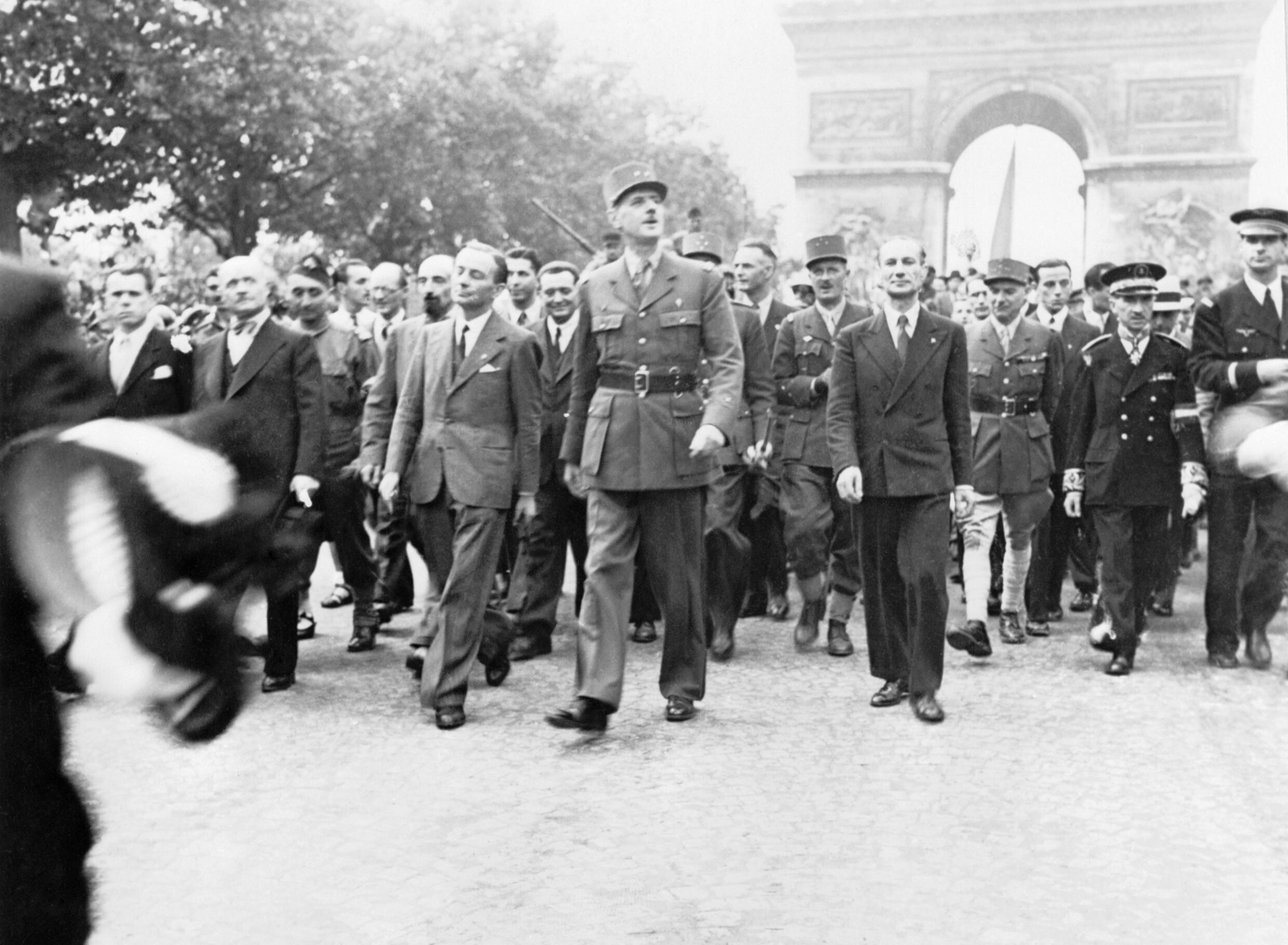
Georges Bidault de Gaulle tábornok jobbján vonul a Champs-Élysée-n 1946. augusztus 26-án

1944. augusztus 26-án, a Párizs felszabadulását követő napon Bidault de Gaulle jobb oldalán vonult a Champs-Élysées-n. A tábornok az ideiglenes kormány külügyi posztjára hívta 1944. szeptember 9-én (1944–54 között több kormányban volt külügyminiszter). Novemberben megalakult a Mouvement républicain populaire párt, amelynek egyik alapítója volt. 1945 októberében Loire megye képviselőjévé választották. 1945-ben az ENSZ Alapokmányának aláírója francia részről. 1946. június 24-től december 16-ig az ideiglenes kormány élén állt. 1947 februárjában Franciaországot képviselte a párizsi békeszerződések aláírásakor. 1947. március 4-én a dunkerque-i szerződés egyik aláírója. 1948. március 17-én aláírta a brüsszeli szerződést. 1949. október 28. és 1950. június 24. között a francia kormány élén állt. 1951. augusztus 11-től 1952. január 20-ig honvédelmi miniszter René Pleven második kormányában.
Ellenezte Algéria függetlenségét, és csatlakozott a Titkos Katonai Szervezethez (Organization de l'armée secrète), amely a franciák algériai jelenlétének védelmére jött létre 1961. február 11-én. 1962. május 20-án néhány társával ellenállási szervezetet hozott létre Rómában, és júliusban megvonták mentelmi jogát felforgató tevékenység miatt. Elhagyta Franciaországot, de Németországból is kiutasították egy újságcikke miatt. Portugália Brazíliába kényszerítette. 1967-ben Belgiumba költözött, és csak 1968 júniusában térhetett vissza hazájába, miután amnesztiában részesült.

## Írásai
- Discours sur la CED, 1953
- Algérie, l’oiseau aux ailes coupées, 1958
- D’une résistance à l’autre, 1965
- Entretiens avec Guy Ribeaud, 1968